# 耶維紹夫卡河

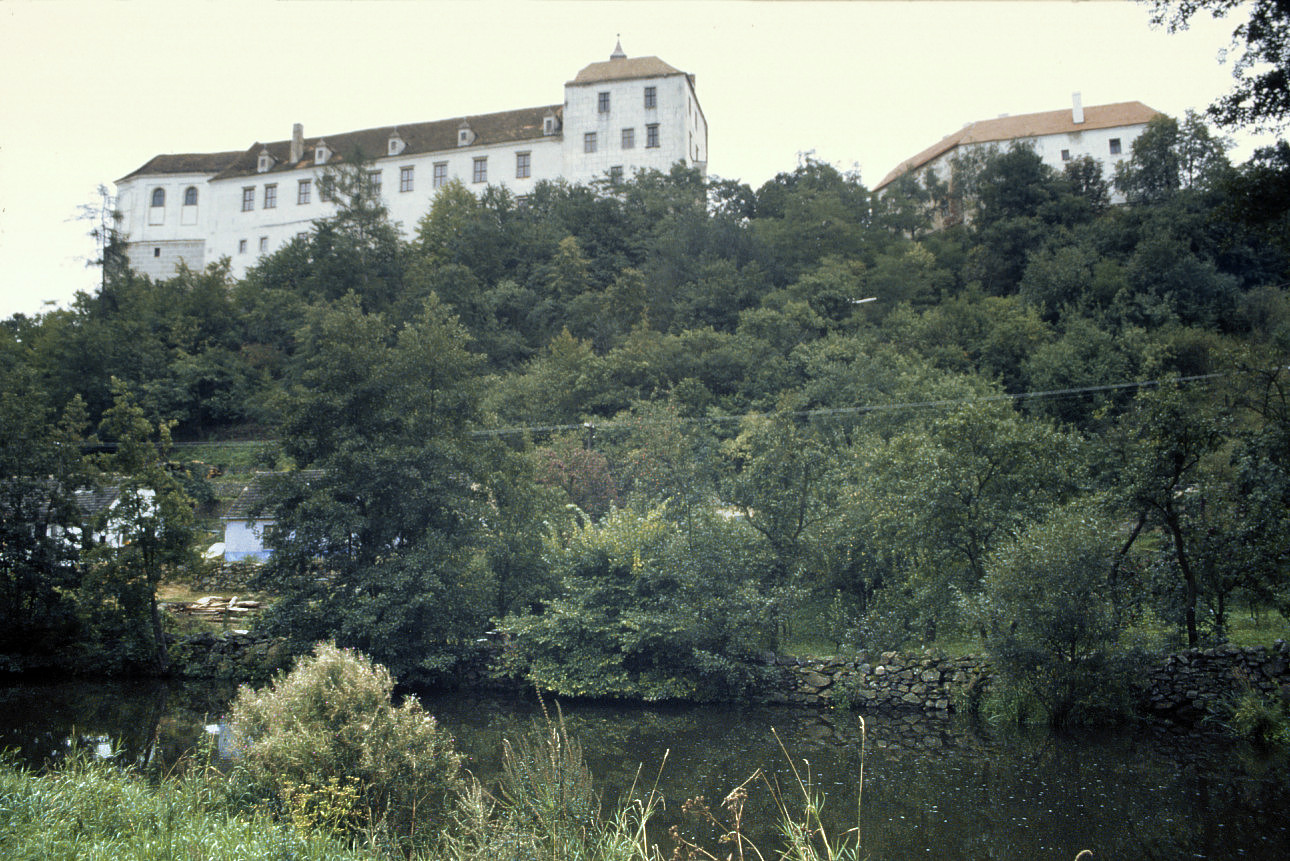

耶維紹夫卡河是捷克的河流，屬於塔亞河的左支流，河道全長81.7公里，流域面積787.05平方公里，最終在耶維紹維采注入塔亞河，平均流量每秒1.35立方米。

## 外部連結
- Information at the Water Management Research Institute

48°49′40.2″N 16°28′20.5″E / 48.827833°N 16.472361°E